# Carrollův přesmyk
Carrollův přesmyk je přesmyková organická reakce, při které se β-keto-allylové estery přeměňují na α-allyl-β-ketokarboxylové kyseliny. Tyto kyseliny jsou následně dekarboxylovány na γ,δ-allylketony. Carrollův přesmyk je obměnou Claisenova přesmyku a patří mezi dekarboxylační allylace.

## Mechanismus
Carrollův přesmyk za přítomnosti zásady prováděný za vysoké teploty (varianta A) probíhá přes enolový meziprodukt, u kterého následně proběhne elektrocyklický Claisenův přesmyk a následná dekarboxylace. Při použití palladia jako katalyzátoru (varianta B) běží reakce za mírnějších podmínek a meziproduktem je komplex allylového či karboxylátového aniontu s organokovovou sloučeninou.
Dekarboxylace probíhá před allylací, jak se ukázalo i u následující reakce katalyzované tetrakis(trifenylfosfin)palladiem:

## Asymetrické dekarboxylační allylace
Za použití vhodných chirálních ligandů lze Carrollův přesmyk provést enantioselektivně.
První známý asymetrický přesmyk byl proveden pomocí tris(dibenzylidenaceton)dipalladia a Trostova ligandu.
Při jiné podobné reakci byl použit přídavek naftolu.
Hlavní produkt zde vzniká s 88% enantiomerním přebytkem.
Stejný katalyzátor, ovšem s jiným ligandem, byl použit při této přeměně enantiomerů:
Asymetrické Carrollovy přesmyky lze rozšířit na α-alkylace ketonů převedených na příslušné karbonáty: